# Ariton
Ariton város az USA Alabama államában, Dale megyében. Lakosainak száma 662 fő (2020. április 1.).

## Népesség
A település népességének változása:

| 2010 | 764 |
| 2020 | 662 |